# Dmitri Oekolov
Dmitri Matvejevitsj Oekolov (Russisch: Дмитрий Матвеевич Уколов) (Oblast Toela, 23 oktober 1929 - Moskou, 25 november 1992) was een Sovjet-Russisch ijshockeyer. 
In 1954 werd Oekolov met de Sovjet-ploeg wereldkampioen.
Oekolov won tijdens de Olympische Winterspelen 1956 in Cortina d'Ampezzo de gouden olympische medaille, dit toernooi was ook als wereldkampioenschap aangemerkt. 